# Господарський Ігор Ярославович
Ігор Ярославович Господарський (нар. 21 червня 1970) — український імунолог, доктор медичних наук (2007), професор, завідувач кафедри клінічної імунології, алергології та загального догляду за хворими Тернопільського національного медичного університету імені І. Я. Горбачевського.

## Життєпис
Закінчив у 1993 році медичний факультет Тернопільського державного медичного інституту, інтернатуру з інфекційних хвороб (1993—1995). З 1995 року — асистент курсу клінічної імунології та алергології кафедри інфекційних хвороб.
У 1999—2008 — головний позаштатний клінічний імунолог Тернопільської області, від 2002 — керівник обласного центру клінічної імунології та алергології, від 2010 — керівник обласного центру гастроентерології з гепатологією на базі Тернопільської університетської лікарні.
2006 — проректор з лікувальної роботи, 2006—2008 — проректор з наукової роботи, від 2007 року — завідувач кафедри клінічної імунології, алергології і загального догляду за хворими ТНМУ.

## Наукова діяльність

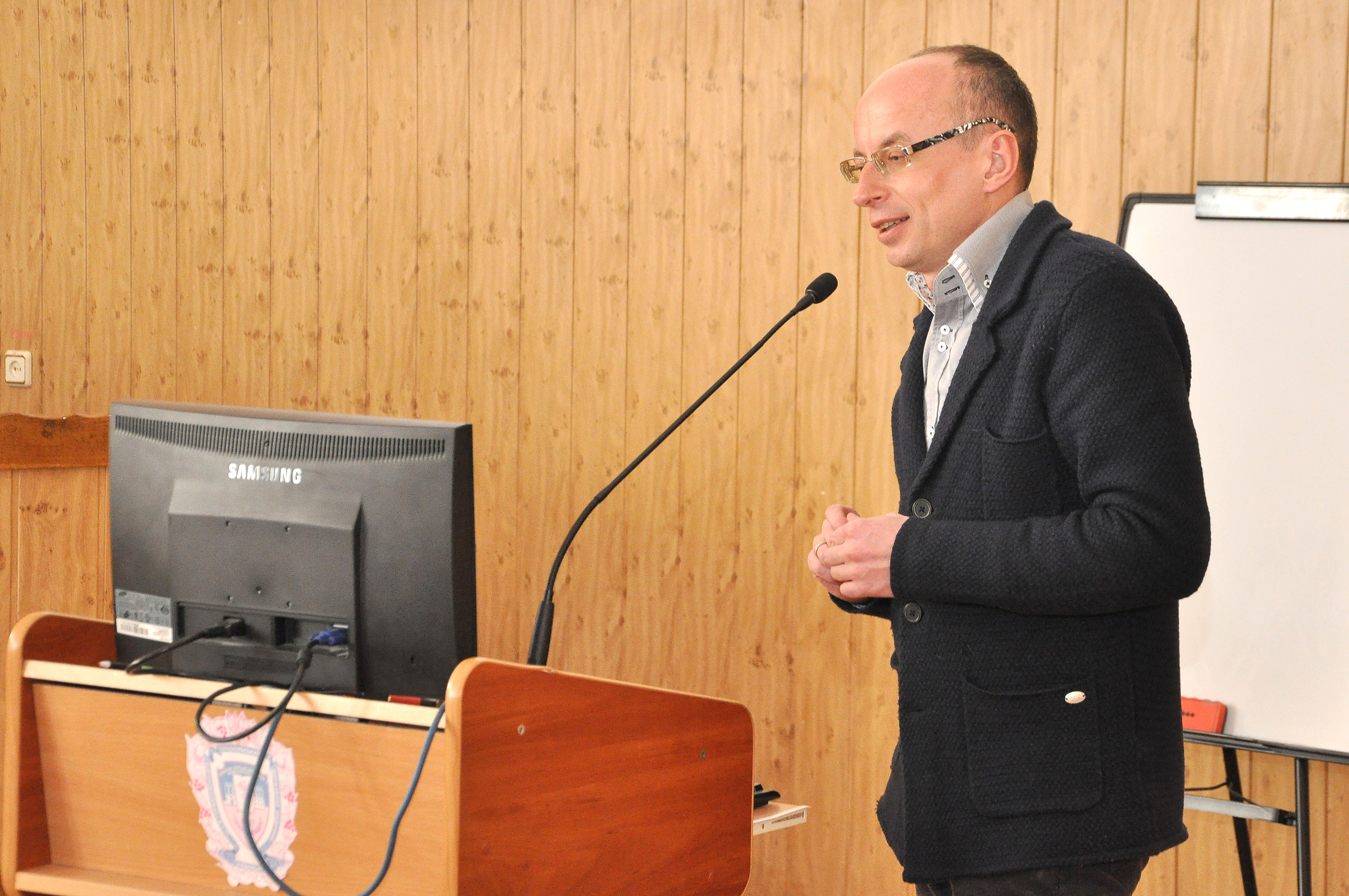
Ігор Господарський виступає з доповіддю на науково-практичній конференції з міжнародною участю «Медико-соціальні проблеми дитячого віку» (26.03.2015)

У 1997 І. Я. Господарський захистив кандидатську дисертацію, у 2007 — докторську дисертацію «Кріопатії при гепатитах В і С: імунопатогенез, клініка та імунотерапія».
Наукові інтереси:
- впровадження сучасних методів діагностики, лікування і профілактики захворювань органів травлення і кровотворення;
- підвищення кваліфікації лікарів і середнього медичного персоналу лікувально-профілактичних закладів області з питань гастроентерології і гематології;
- проведення аналізу поширення захворювань органів травлення та кровотворення тимчасової непрацездатності, інвалідності і смертності та розробка ефективних засобів що до їх зниження та профілактики .
- вивчення, узагальнення, розповсюдження досвіду роботи кращих структурних підрозділів гастроентерологічної і гематологічної служб.

Лікувальні технології, запроваджені у клініці
- запропоноване та апробоване поєднання пегільованих інтерферонів та селетивних тимоміметиків при хронічних вірусних гепатитах;
- використання довенних імуноглобулінів при вірусних пневмоніях і автоімунних синдромах та захворюваннях;
- розроблена технологія застосування імунотерапевтиних засобів у хворих на гепатит С із резистентністю до противірусної терапії;
- вперше в Тернопільській області розпочате використання довенних моноклонових антитіл при автоімунних захворюваннях.

## Доробок
Автор і співавтор понад 200 друкованих праць, у тому числі — першого в Україні підручника з клінічної імунології та алергології, 7 патентів,, більше 60 журнальних статей.

## Відзнаки
- Грамота Тернопільської обласної державної адміністрації (2017).[6]